# 1973 în film
- 1972 în cinematografie — 1973 în cinematografie — 1974 în cinematografie

## Evenimente
- 29 mai: P. Ramlee, un cunoscut actor, cântăreț și regizor malaezian, a murit de boli de inimă la vârsta de 44 de ani.

## Filmele cu cele mai mari încasări
În SUA
| #   | Titlu               | Studio                  | Încasări     |
| --- | ------------------- | ----------------------- | ------------ |
| 1.  | The Sting           | Universal Pictures      | $156,000,000 |
| 2.  | The Exorcist        | Warner Bros.            | $128,000,000 |
| 3.  | American Graffiti   | Universal Pictures      | $96,300,000  |
| 4.  | Papillon            | Allied Artists Pictures | $53,267,000  |
| 5.  | The Way We Were     | Columbia Pictures       | $45,000,000  |
| 6.  | Magnum Force        | Warner Bros.            | $39,768,000  |
| 7.  | Last Tango in Paris | United Artists          | $36,144,000  |
| 8.  | Live and Let Die    | United Artists          | $35,377,836  |
| 9.  | Robin Hood          | Walt Disney Productions | $32,056,467  |
| 10. | Paper Moon          | Paramount Pictures      | $30,933,743  |

## Premii

### Oscar
- Cel mai bun film:
- Cel mai bun regizor:
- Cel mai bun actor:
- Cea mai bună actriță:
- Cel mai bun film străin:

Articol detaliat: Oscar 1973

### BAFTA
- Cel mai bun film:
- Cel mai bun actor:
- Cea mai bună actriță:
- Cel mai bun film străin: